# Enseignement supérieur

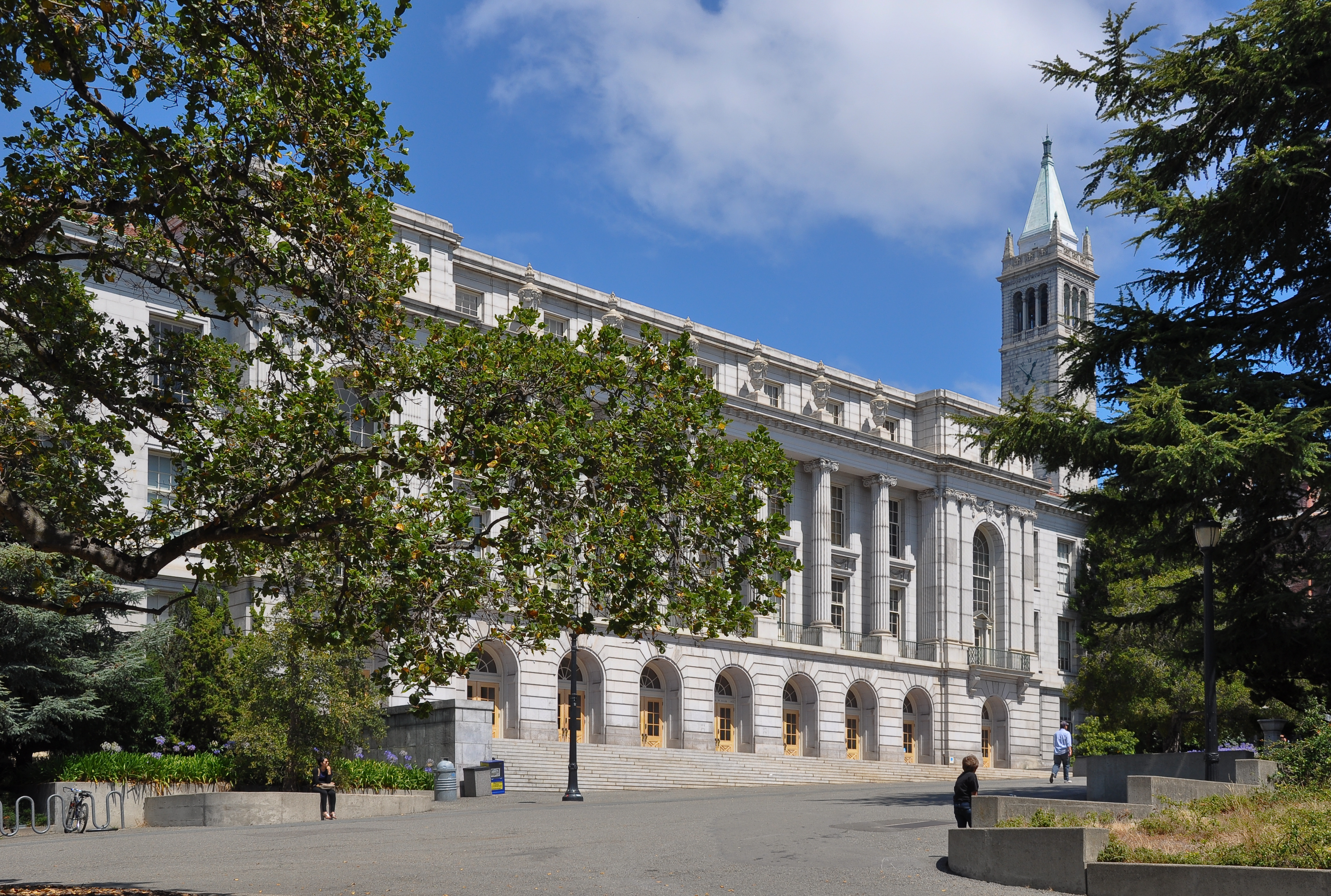
L'université de Californie à Berkeley, aux États-Unis.

Le terme d'études supérieures (parfois appelées études tertiaires par continuation de l'enseignement secondaire scolaire ou enseignement supérieur) désigne généralement l'instruction dispensée par les universités, les collèges anglo-saxons, avec en France un système dual où des grandes écoles, instituts et autres institutions comme les grands établissements décernent eux aussi des grades universitaires ou autres diplômes de l'enseignement supérieur. Ces études visent à acquérir un niveau « supérieur » de compétences, généralement via une inscription ou concours d'entrée, un cursus ponctués par des examens.
Ces études se déroulent souvent autour de campus, dans un système public ou privé selon les cas, et souvent catégorisés en sciences, techniques, ingénierie et mathématiques (STIM) et « sciences humaines et sociales ».
Les types de diplômes évoluent avec le temps, mais tendent à s'homogénéiser aux niveaux européens et internationaux avec les licences, des masters, et des doctorats pour faciliter les systèmes d'équivalence ou de reconnaissance mutuelle de diplômes. Cette formation inclut des cours et des stages, et peut également comporter des participations à la recherche scientifique (notamment au niveau du doctorat) et intégrer de la formation continue, mais accepte souvent aussi des « auditeurs libres » qui viennent simplement accroître leur culture générale ou spécialisée.

## Histoire

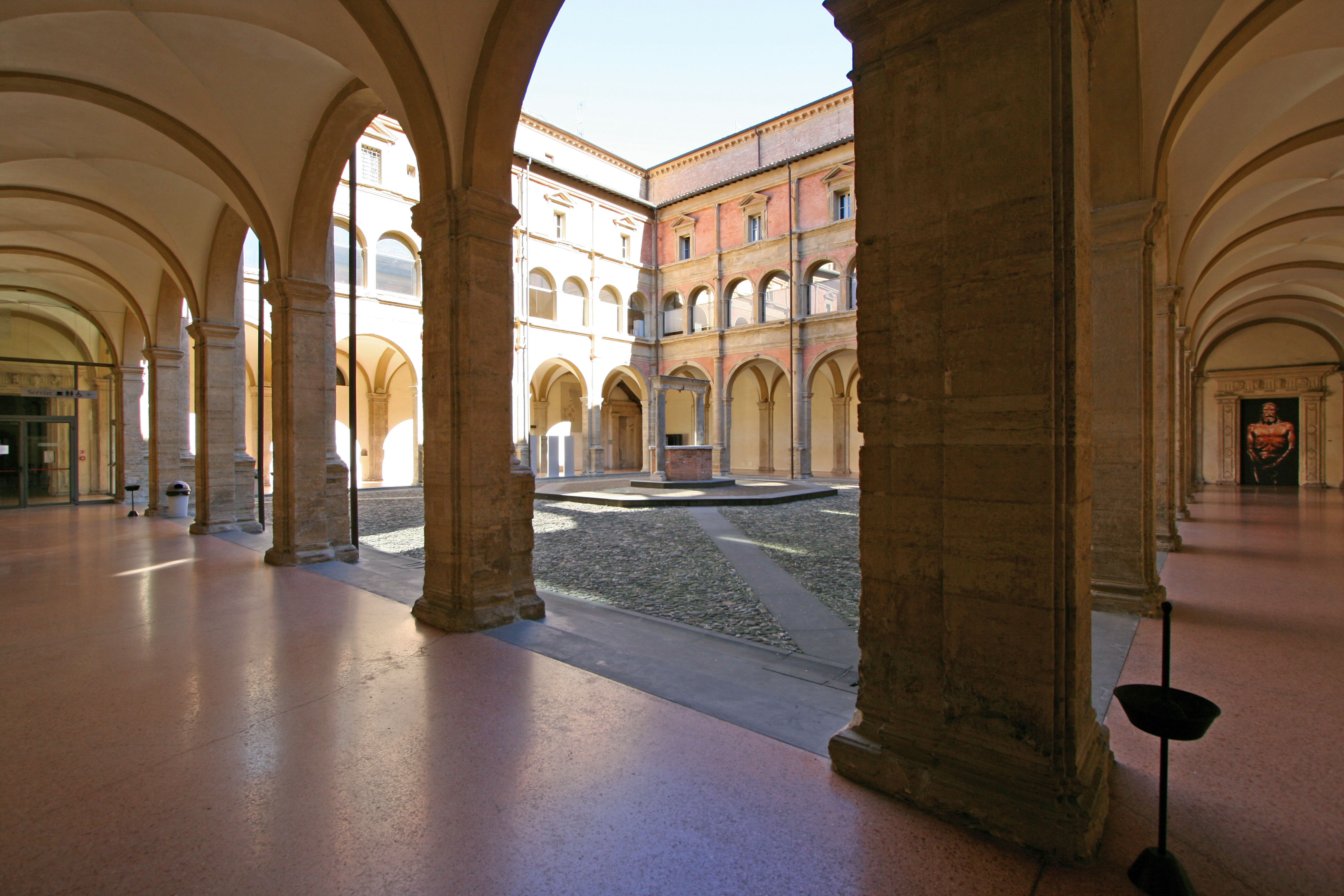
Cloître de Saint-Jean-au-Mont, Ancien siège de la prison de la Ville de Bologne, aujourd’hui siège des départements d’Archéologie, d’Histoire, de Paléographie et de Médiévisme.

Historiquement, il s’agissait autrefois d'abord de former les élites recrutées par les États, les armées et les religions, puis (à partir de la révolution industrielle) par les mondes économique et industriel et de la culture ou de l'enseignement. Mais d'autres dimensions, socioculturelles et éthiques ou de développement durable sont apparues à la fin du XXe siècle, ajoutant une dimension de service public visant à permettre aux étudiants, de trouver leur voie ou domaine d'excellence, de se préparer aux métiers futurs tout en faisant progresser le savoir.
En France à partir de l'époque carolingienne, les universités se développent mais proposent des cursus essentiellement basés sur la religion. En 1530, en réaction à la main mise de la religion sur l'université et ses facultés, le Collège de France est créé, faisant entrer l'esprit de la Renaissance dans l'enseignement supérieur. En 1747, pour la formation des ingénieurs, est créée l’École des Ponts. En 1794, pour former l'essentiel de l'encadrement militaires et techniques de l’État, la Révolution française crée les « Écoles Spéciales » qui deviendront les « Grandes écoles » : l'École polytechnique, l'École normale supérieure, le Conservatoire national des arts et métiers.

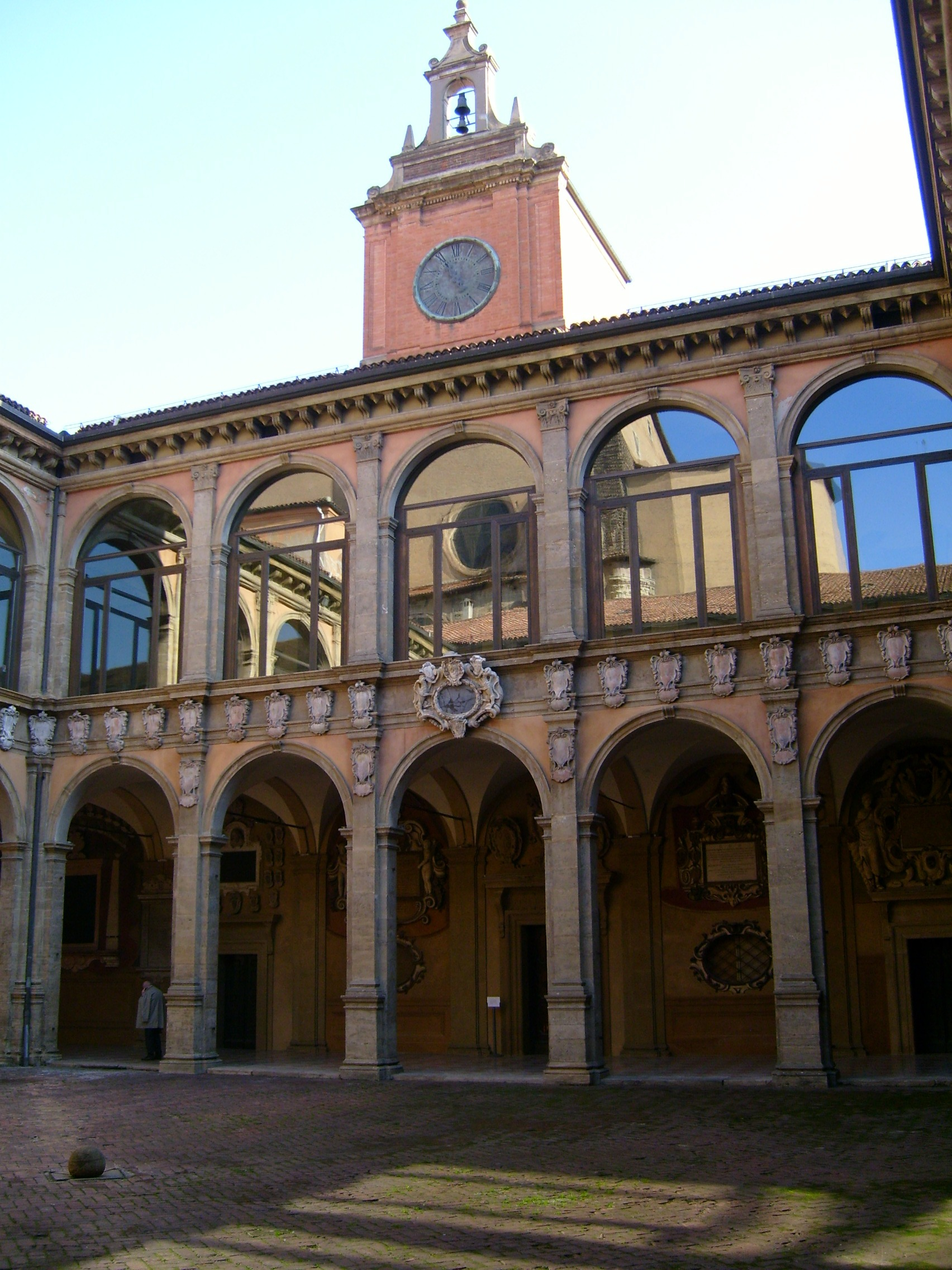
L'université de Bologne.

Au XXe siècle, le nombre de jeunes en âge d’être scolarisé a fortement grandi jusque dans les années 1970 où il s'est stabilisé (autour de seize millions). Le taux de scolarisation a continué à augmenter, surtout dans le supérieur (73 % en 1970 à 91 % en 1997). Le taux de bacheliers dans une classe d’âge a plus que doublé de 1985 à 1997 (de 29,4 % à 61,5 %). En 1997, 481 000 étudiants ont eu un BAC leur permettant d'entrer à l'université (contre 5 600 au début du siècle). 2,1 millions d'étudiants sont inscrits dans l'enseignement supérieur français en 1997, contre 1,2 million en 1980, 310 000 en 1960 et 30 000 en 1900 : le nombre d’étudiants du supérieur a été multiplié par 70 au cours du siècle. 160 écoles d'ingénieurs s'organisent aujourd'hui autour de la conférence des grandes écoles. En France, à la fin du XXe siècle, 238 écoles d’ingénieurs, 230 écoles de commerce sélectionnaient environ 124 000 étudiants pour partie via des classes préparatoires (80 000 étudiants), soit au total 9,5 % des étudiants de l’enseignement supérieur. L’université (hors IUT et écoles universitaires d’ingénieurs) formait 62 % des étudiants soit 1,3 million (à comparer à 790 000 étudiants en 1980) ; l’enseignement supérieur technique et technologique (STS, formations universitaires technologiques) en formait 340 000 autres soit 16 % du total, le reste incluait les formations paramédicales et sociales. De 1900 à 1997, le nombre d’élèves universitaires a été multiplié par plus de 40, alors que celui des écoles d’ingénieurs ne l’était que par 15 (ce qui montre une sélection croissante de la part des grandes écoles). En 2014, selon l'OCDE, 44,7 % des Français âgés de 25 à 34 ans disposaient d'un niveau d’éducation supérieur, contre 28 % des Allemands de cette tranche d'age.

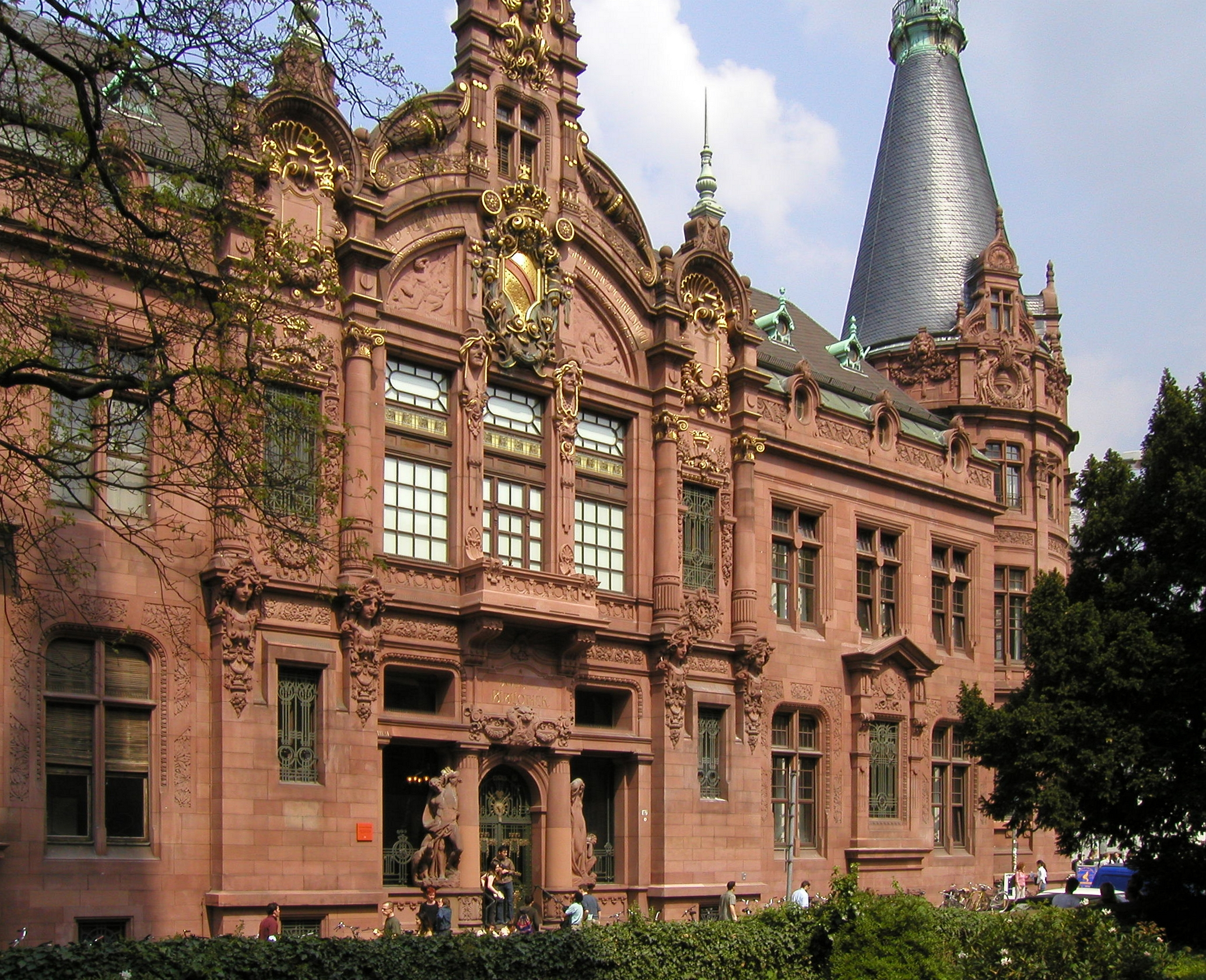
L'Université de Heidelberg fut fondée en 1386 et est de ce fait la plus ancienne d'Allemagne.

Sous l'égide de l'ONU et de l'UNESCO, à l'occasion du sommet Rio + 20 (conférence des Nations unies sur le développement durable 20-22 juin 2012, Rio de Janeiro), les établissements d’enseignement supérieur (EES) ont été invités à signer un engagement à participer à des pratiques durables, au travers notamment de quatre actions :
- « enseigner les concepts de développement durable »[4] ;
- « encourager la recherche sur le développement durable »[4] ;
- « soutenir les efforts de développement durable »[4] ;
- « s'engager et partager les résultats par le biais de cadres internationaux »[4].

Selon les cas, les cadres et la hauteur des frais d'inscription, les universités et grandes écoles sont plus ou moins dépendantes des financements et moyens publics ou privés (contrats avec entreprises, mécénat, financements détaxés…).
- Les « échanges interuniversitaires » sont de plus en plus fréquents (via Erasmus notamment, mais aussi via l'internet et les NTIC). Ils sont facilités par une tendance à l'harmonisation des cursus et des diplômes.
- La formation tout au long de la vie prend de l'importance[5].
- Des réflexions et expérimentations existent dans de nombreux pays pour permettre et améliorer des universités et de grandes écoles ouvertes sur le monde et la pluridisciplinarité, l'interdisciplinarité, permettant la culture générale, tout en préparant à la modernisation et aux spécialisations, en utilisant mieux les nouvelles technologies de la communication (université numérique…), le travail collaboratif, en intégrant les principes de la justice sociale, et sans être des « machines de reproduction des élites (…) un enfant scolarisé en primaire dans une banlieue défavorisée n’a pratiquement plus aucune chance d’accéder à une très grande école »[2].
- L'enseignement supérieur s'intègre parfois aux pôles et clusters développés par les collectivités et/ou le monde de l'économie.
- Dans certains pays, le dépôt de brevet et création de start-up par les établissements d'enseignement supérieur ont été encouragés.

## Afrique

### Cameroun
Dès la rentrée universitaire 2022-2023, le pays comptera 11 Universités publiques. En effet, lors de son traditionnel discours de fin d'année à la nation le 31 décembre 2021, Paul Biya a annoncé la création de trois nouvelles Universités publiques, à savoir : celle de Bertoua, Ebolowa et Garoua. Cette décision, matérialisée par un décret présidentiel de janvier 2022, a pour objectif de mettre un terme au disparités infrastructurelles entre régions. "Il n'est pas acceptable que certaines régions aient le sentiment d'être laissées sur le chemin tandis que d'autres progressent", a expliqué Paul Biya, lors de son discours du 31 décembre 2021.
Leur mission définie dans l'article 3 du décret 027 de 1993 a été renforcée par la loi d'orientation du 19/01/2001. Elles sont chargées de formation, de recherche scientifique et technique, de l'appui au développement, de la promotion sociale, et de la promotion de la science, de la culture et de la conscience nationale. À ces universités sont généralement rattachés des écoles et instituts spécialisés d'enseignement et de recherches.

### Mali
L'enseignement supérieur au Mali est le secteur de l'éducation qui est sous la tutelle du ministère de l'Enseignement supérieur et de la Recherche scientifique. L'université de Bamako, qui est l'une des plus jeunes universités de l'Afrique occidentale,  a ouvert ses portes en 1996.

### Togo
L'enseignement supérieur au Togo est placé sous la tutelle du ministère de l'Enseignement supérieur et de la Recherche. Depuis le 25 janvier 2019, le ministre est le Professeur Koffi Akpagana.

### Tunisie
L'enseignement supérieur en Tunisie permet l'éducation supérieure de plus de 300 000 étudiants tunisiens durant l'année 2022-2023. Ceux-ci fréquentent treize universités et 193 établissements supérieurs publics, ainsi que 25 établissements supérieurs privés.

## Amérique

### Canada

#### Québec
Unique au Québec, l'enseignement collégial consiste en deux ou trois années d'études, qui débouchent, dans les deux cas, en l'obtention du diplôme d'études collégiales (DEC). L'élève a donc deux possibilités lors de son entrée au collégial :
- L'éducation préuniversitaire, d'une durée normale de deux ans, qui prépare l'étudiant à son entrée à l'université à l'aide de cours d'apprentissage général. Plusieurs programmes sont offerts, entre autres :
  - sciences humaines ;
  - sciences de la nature ;
  - arts et lettres ;
  - double-DEC.
- L'éducation technique, d'une durée normale de trois ans, qui permet aux étudiants d'acquérir des connaissances plus spécifiques et pratiques concernant un métier. Certains cours, tels les cours de littérature, de philosophie, d'anglais ou encore d'éducation physique pour ne nommer qu'eux, sont obligatoires à l'obtention du diplôme d'études collégiales (DEC). L'éducation technique permet aux étudiants d'entrer sur le marché du travail ou de continuer leurs études à l'université.

Le système universitaire québécois est composé de nombreuses universités, dont le réseau public de l'Université du Québec. Il comprend trois principaux niveaux d'études :
- premier cycle (baccalauréat) ;
- deuxième cycle (maîtrise) ;
- troisième cycle (doctorat).

Puisque l'accès à l'université québécoise comporte un minimum de treize ans de scolarité, contrairement à douze ans dans le reste du Canada, les études universitaires de niveau baccalauréat sont généralement d'une durée de trois ans, soit une de moins qu'ailleurs au pays.

## Asie

### Chine
L'enseignement supérieur en Chine comporte différents réseaux d'universités, de facultés et d'académies d'enseignement supérieur répartis sur l'ensemble du territoire.

## Europe

### Belgique
La déclaration de Bologne fut signée le 19 juin 1999 par 29 pays européens dans le but d'harmoniser les études et diplômes dans l'enseignement supérieur.
Une réforme de la structure et du paysage de l'enseignement supérieur a également été mise en place en novembre 2013 (décret du 7 novembre 2013 définissant le paysage de l'enseignement supérieur et l'organisation académique des études). Un organisme d'intérêt public a été créé : l'Académie de Recherche et d’Enseignement supérieur (ARES). 

### France

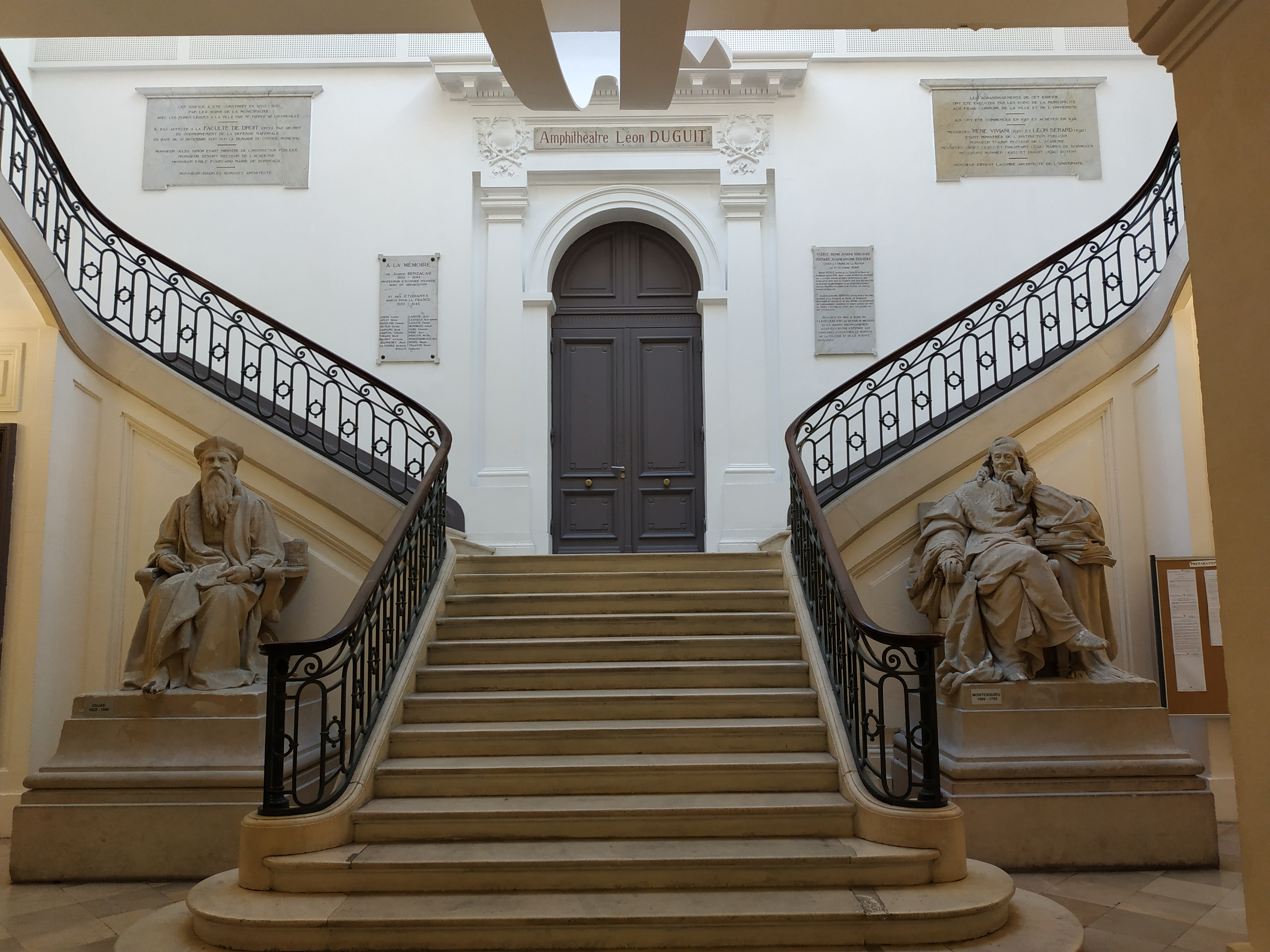
Faculté de droit et de sciences politiques de Bordeaux.

En France, l'accès au premier cycle d'études supérieures des universités est de droit pour tous les bacheliers ou titulaires d'un diplôme d'accès aux études supérieures : 98 % des bacheliers généraux, 90 % des bacheliers technologiques et 45 % des bacheliers professionnels poursuivent leurs études.
La dépense publique annuelle par étudiant en 2012 (chiffre provisoire) est de 11 739 € (en progression de 0,9 % par rapport à 2011). Entre 2008 et 2013, la dépense moyenne par étudiant est restée stable en France tandis qu'elle a augmenté de 5 % dans la moyenne des pays de l'Organisation de coopération et de développement économiques (OCDE). Cette valeur moyenne de dépense masque en réalité une grande diversité puisque les chiffres varient de 10 942 € pour les universités à parfois plus de 20 000 € pour certains établissements. Toutefois, cette dépense est en progression constante et a augmenté de 50 % en 30 ans.
Le dispositif français est caractérisé par une double coupure. D'une part, le service public de l'enseignement supérieur est assuré par les universités ouvertes à tous (sauf les études de santé) et par les « grandes écoles » qui recrutent les étudiants par concours (à la différence des universités dont la sélection se fait en cours de cursus). D'autre part, la recherche est assurée à la fois par les établissements publics à caractère scientifique et technologique (EPST) spécialisés et par les universités qui assurent une double mission d'enseignement et de recherche. L'ensemble est complexe et nécessite des conseils tout au long du processus. 

### Suisse
Les études supérieures en Suisse sont également appelées degré tertiaire de l'éducation. L'offre de formation à ce niveau en Suisse est très importante. Elle se divise principalement en deux domaines, celui des hautes écoles (universitaires ou non) et celui de la formation professionnelle supérieure.
- Le domaine des hautes écoles comprend les hautes écoles universitaires (universités cantonales et écoles polytechniques fédérales) ainsi que les hautes écoles spécialisées.

- Le domaine de la formation professionnelle supérieure est constitué  par les écoles supérieures et par toutes les autres formations de degré tertiaire préparant au brevet fédéral ou au diplôme fédéral. La formation professionnelle supérieure se caractérise par une offre large et diversifiée d'institutions privées.